# Tarika
Tarika (arab. ‏طريقه‎, dosłownie: droga, ścieżka) – nazwa używana w islamie pierwotnie (w IX–X wieku) na określenie sposobu postępowania jednostki, mającej skłonności mistyczne, następnie zaś w stosunku do reguły bractwa sufickiego lub samego bractwa. W odniesieniu do tego ostatniego używa się także nazwy „tarikat”.
Początki ruchu mistycznego w świecie islamu związane są z samotnymi jednostkami, poszukującymi Boga na własną rękę, jednak stosunkowo szybko zaczęły one współpracować ze sobą i gromadzić się w celu dzielenia się swoimi doświadczeniami i wspólnego dążenia do celu. Prawdziwa instytucjonalizacja ruchu sufickiego nastąpiła jednak dopiero w wieku XI, wtedy też nazwa tarika, która dotychczas była odnoszona do sposobu postępowania, praktykowanego lub zalecanego przez pojedynczego sufiego, zaczęła oznaczać regułę bractwa sufickiego lub samo bractwo.
Każde bractwo proponowało własną drogę prowadzącą do poznania Boga. Każda szkoła suficka jest po prostu drogą, jej adept to salik, czyli ten który drogę przemierza, jej etapy to makam, czyli postoje. Dochodząc do nich, początkujący adepci (muridzi) osiągali stany duchowe zwane hal. Liczba i rodzaj etapów zależały od poszczególnych bractw i mistrzów, zwanych murszid (prowadzący, wskazujący) albo szajch (starzec, pers. pir). Podążanie drogą umożliwiało pełne oddanie się Bogu i murszidowi. Polegało to na prowadzeniu wielkiego dżihadu z samym sobą, ze swoimi pożądaniami i słabościami.
Początkujący adept rozpoczynał od złożenia hołdu murszidowi, pod którego kierunkiem pobierał następnie nauki religijne, praktykował ćwiczenia duchowe i przechodził kolejne stopnie wtajemniczenia, zwane „łańcuchem” (silsila). W niektórych szkołach muridowie rozpoczynali od najgorszych prac, takich jak czyszczenie ustępów, pomoc w kuchni czy żebranie. Bractwa były silnie zhierarchizowane i opierały się na więzi mistrzów z uczniami. Jak powiadało popularne wśród sufich przysłowie: „kto nie ma swojego szajcha, tego szajchem jest Szatan”. Murszid pozostawał w bardzo bliskim kontakcie ze swoim uczniem, codziennie obserwował jego postępy, nauczał i kształcił. Symbolem pełnego włączenia murida do bractwa było przekazanie mu przez szajcha stroju bractwa (hirga, murakka).
Bractwa izolowały się od świata zewnętrznego, tworząc samodzielne gospodarstwo, złożone z całego kompleksu budynków i zwane różnie w różnych krajach islamu: chan[a]kah (termin perski), zawija (dosłownie: kąt, czyli miejsce ukrycia się – termin używany w Maghrebie; używano tam też określenia ribat), dargah (dwór książęcy – termin używany w Indiach), tekke (termin turecki). Z europejska nazywa się je klasztorami. W takim kompleksie było mieszkanie mistrza, pomieszczenie dla adeptów, wspólna kuchnia, pomieszczenie o charakterze meczetu, przeznaczone na wspólną modlitwę. Wspólne życie braci (ichwan) opiera się na takich praktykach, jak nocne czuwania, posty, zbieranie datków, recytacje słów czy wyrażeń z Koranu (dhikr) czy tańce, mające doprowadzić do ekstatycznego zbliżenia z Bogiem.
Bractwa sufickie często miały duże wpływy wśród zwykłych muzułmanów, proponując nawiązanie bezpośredniego kontaktu z Bogiem i nie zwracając uwagi na różnice w pozycji społecznej. Czasami stawały się one wyrazicielami interesów warstw niższych i ośrodkami ruchów politycznych, ponieważ skupiały wokół siebie dużą rzeszę sympatyków. Takim tarikatem, który przekształcił się w organizację polityczną, a potem wręcz w państwo, był tarikat safawijja, stanowiący właściwie konfederację kilku, a następnie kilkunastu plemion turkmeńskich. Jego siódmy szajch, Ismail, podbił Iran i założył dynastię Safawidów. Innym słynnym tarikatem, posiadającym ogromne wpływy polityczne, tym razem w Imperium Osmańskim, byli Bektaszyci.

## Lista ważniejszych tarikatów
- Bektaszijja
- Czisztijja
- Kadirijja
- Kubrawijja
- Mawlawijja
- Nakszbandijja
- Rifa'ijja
- Safawijja
- Suhrawardijja
- Szazilijja